# Arumbayas
Vous lisez un « bon article » labellisé en 2023.
Les Arumbayas sont une tribu amérindienne fictive créée par Hergé dans Les Aventures de Tintin. Ils apparaissent dans L'Oreille cassée, la cinquième aventure de la série, puis dans Tintin et les Picaros, le dernier album achevé par le dessinateur.
Les Arumbayas habitent dans la jungle de l'État, fictif lui aussi, du San Theodoros, le long du fleuve Badurayal. Réputés pour leur férocité, ils se montrent plutôt accueillants envers Tintin, notamment par l'intermédiaire de Ridgewell, un explorateur britannique retiré du monde pour vivre à leurs côtés.
Le vol du fétiche arumbaya, conservé au musée ethnographique de Bruxelles, est au cœur de l'intrigue de L'Oreille cassée, et permet à l'auteur de développer de nombreux thèmes, comme la perte de valeur d'une œuvre d'art à travers sa reproductibilité, tout en structurant le récit. À travers les Arumbayas, Hergé fait preuve d'humanisme en présentant les sociétés autochtones comme plus harmonieuses que celles des blancs dits civilisés, tout en dénonçant leur spoliation par les colons européens.

## Les Arumbayas dans l'œuvre d'Hergé

### Présentation

Le drapeau du San Theodoros.

La tribu des Arumbayas vit le long du fleuve Badurayal, sur le territoire du San Theodoros, un État imaginaire d'Amérique du Sud. Pour trouver des informations sur cette tribu, Tintin tire de sa bibliothèque l'ouvrage d'un certain Ch. J. Walker, intitulé Voyage aux Amériques, paru chez Graveau en 1875. Dans ce livre, lui aussi fictif, l'auteur indique que les Arumbayas portent de longs cheveux noirs et huilés qui encadrent « leur face cuivrée ». Pour chasser, ils utilisent des fléchettes empoisonnées au curare qu'ils propulsent à l'aide d'une sarbacane.

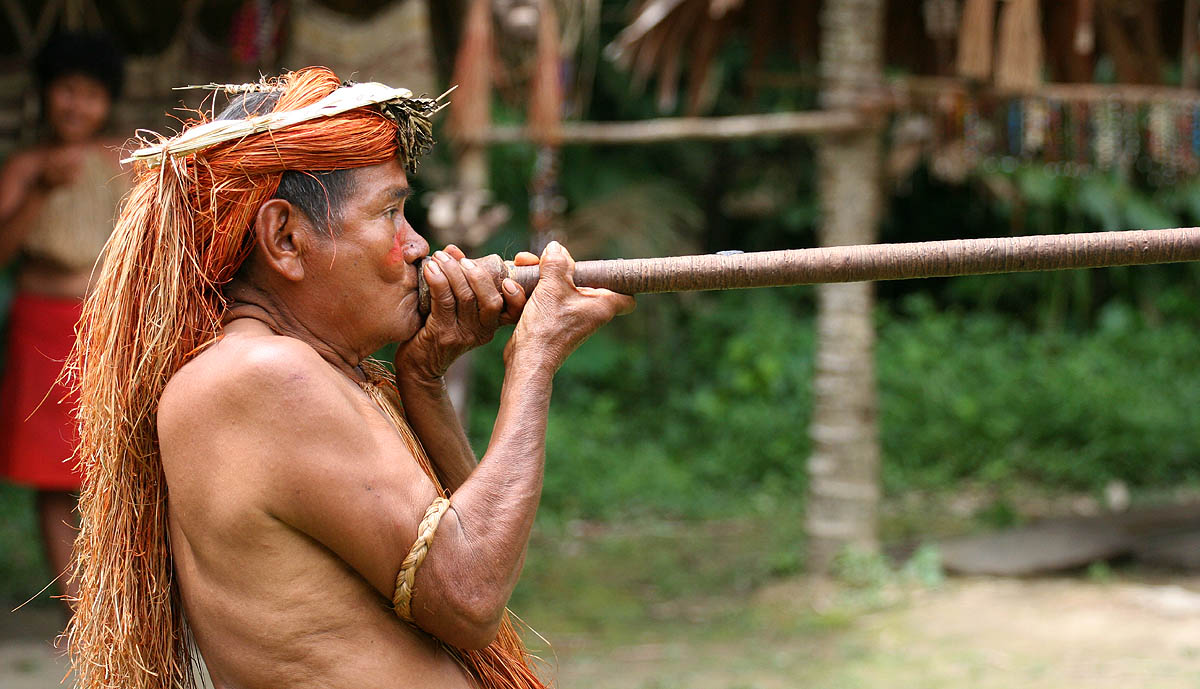
Démonstration de sarbacane au Pérou.

Les Arumbayas sont réputés pour être l'un des plus féroces peuples indigènes d'Amérique du Sud. Leur territoire, difficilement accessible, est situé dans la jungle amazonienne. Ils sont les ennemis des Bibaros, un peuple de réducteurs de tête.
Un explorateur britannique, Ridgewell, s'est retiré de la civilisation et vit parmi les Arumbayas, ayant adopté leurs coutumes. Deux membres de la tribu sont explicitement nommés, le chef Kaloma, et un certain Bikoulou. Le « stoumpô », un plat très épicé, fait partie de leur nourriture traditionnelle.

### Apparitions dans les albums

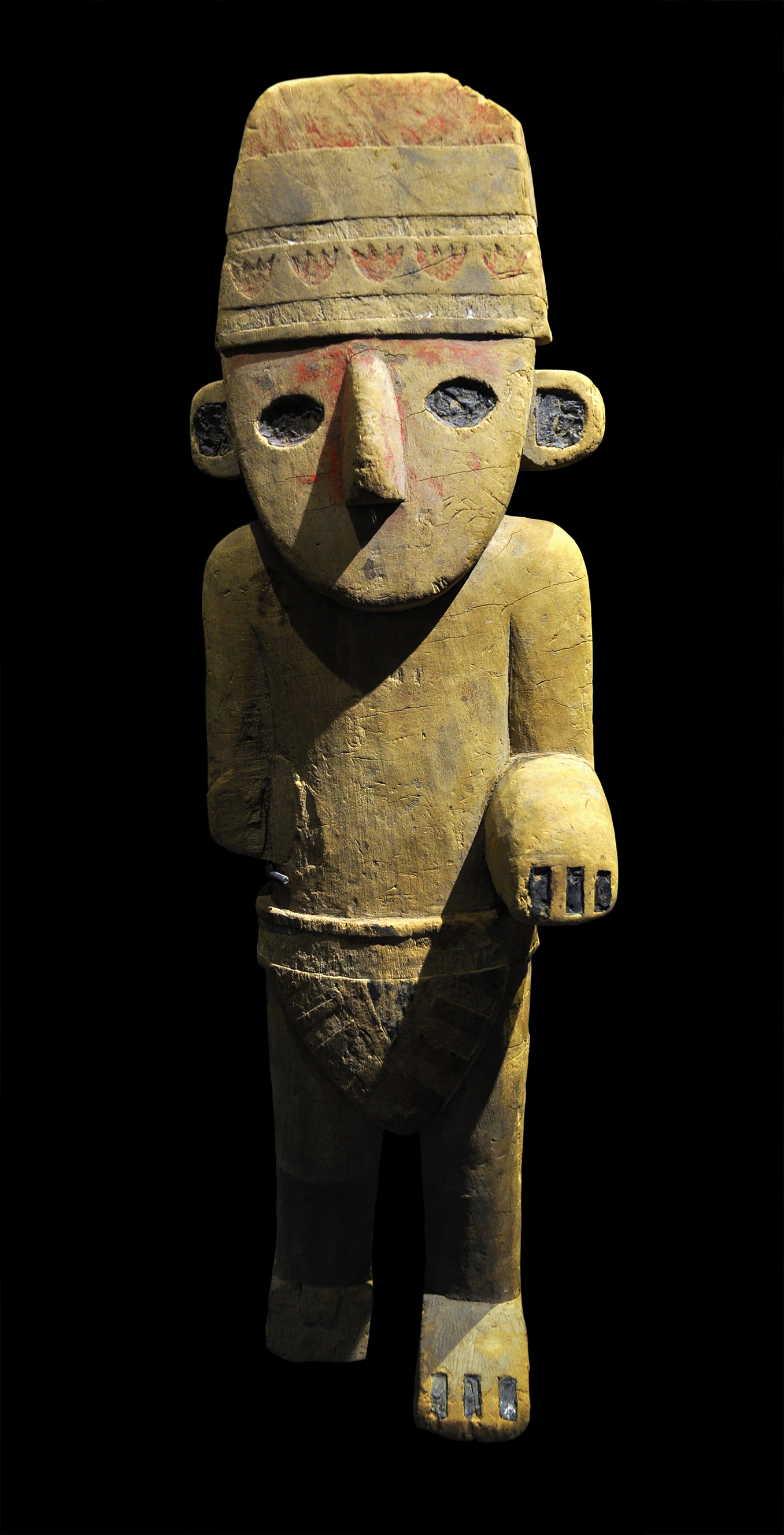
Statue chimú très semblable au fétiche arumbaya de L'Oreille cassée.

Dans L'Oreille cassée, un fétiche arumbaya exposé au musée ethnographique de Bruxelles disparaît, remplacé par une copie,. Tintin mène son enquête et les différentes péripéties le conduisent au San Theodoros, où l'agitation politique du pays le contraint à se réfugier dans la jungle. Il y rencontre Ridgewell, un explorateur anglais que tout le monde croit mort et qui ne veut plus retrouver la civilisation, heureux de vivre aux côtés des Arumbayas. Il introduit Tintin auprès de la tribu, et ce dernier apprend que le fétiche volé contient un diamant dérobé aux autochtones. Le héros retourne en Europe et poursuit son enquête.

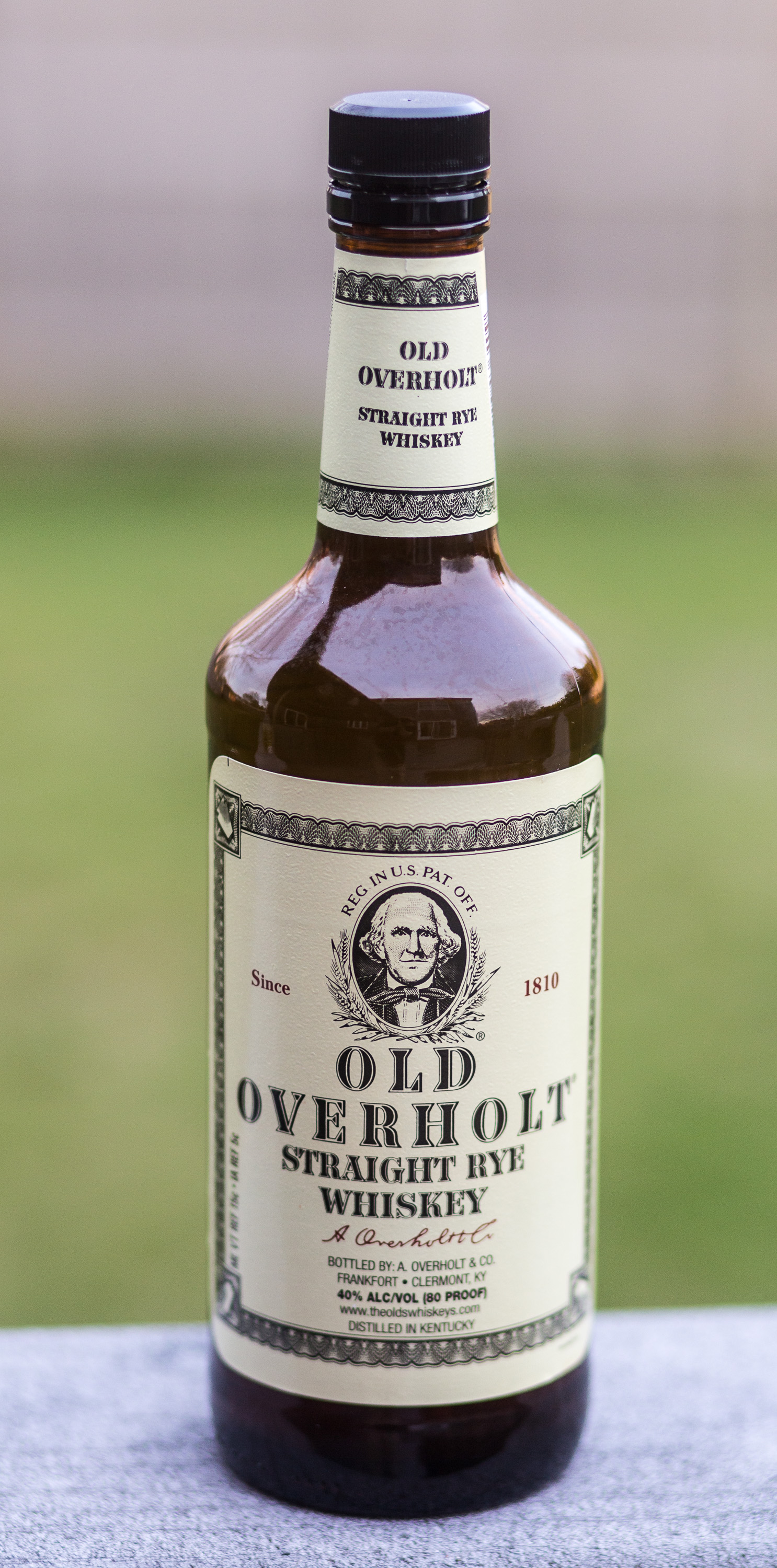
Une bouteille de whisky.

Dans Tintin et les Picaros, les évènements le conduisent de nouveau dans la jungle san-théodorienne, cette fois-ci avec le capitaine Haddock, le professeur Tournesol et le général Alcazar, ce dernier les menant à la rencontre des Picaros, les membres de son armée révolutionnaire,.
Avant d'atteindre le camp des Picaros, le groupe doit traverser le territoire des Arumbayas. Tintin retrouve Ridgewell et les membres de la tribu, et découvre, au grand dam de l'explorateur, que les Arumbayas sont alors les victimes collatérales des largages de cargaisons de whisky opérés par le général Tapioca. Ce dernier, grand rival d'Alcazar, nourrit l'alcoolisme des Picaros pour les rendre inoffensifs. Après avoir partagé un repas avec la tribu, le groupe reprend sa route. C'est notamment lors de ce dîner avec la tribu que le professeur Tournesol essaie en secret le médicament de son invention rendant intolérant à l'alcool, avec succès.

## Inspirations

### Culture, physique et traditions

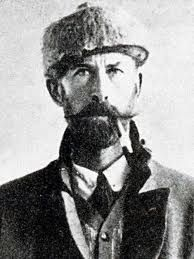
L'explorateur Percy Fawcett (ici en 1911) inspire le personnage de Ridgewell.

Dans sa conception du San Theodoros, Hergé mêle différentes inspirations parfois contradictoires provenant de toute l'Amérique du Sud. Le fétiche arumbaya reprend en grande partie la forme d'une statuette chimú (civilisation précolombienne, installée sur la côté nord du Pérou) exposée au musée du Cinquantenaire de Bruxelles,,. Frédéric Soumois, spécialiste de l'univers de Tintin, indique que le dessinateur s'est inspiré d'un ouvrage paru en 1938 de Matthew Stirling, Historical and Ethnographical Material on the Jivaro Indians, traitant du peuple des Jivaros, vivant dans les forêts de la haute Amazonie, pour dessiner ses Arumbayas et leurs sarbacanes.

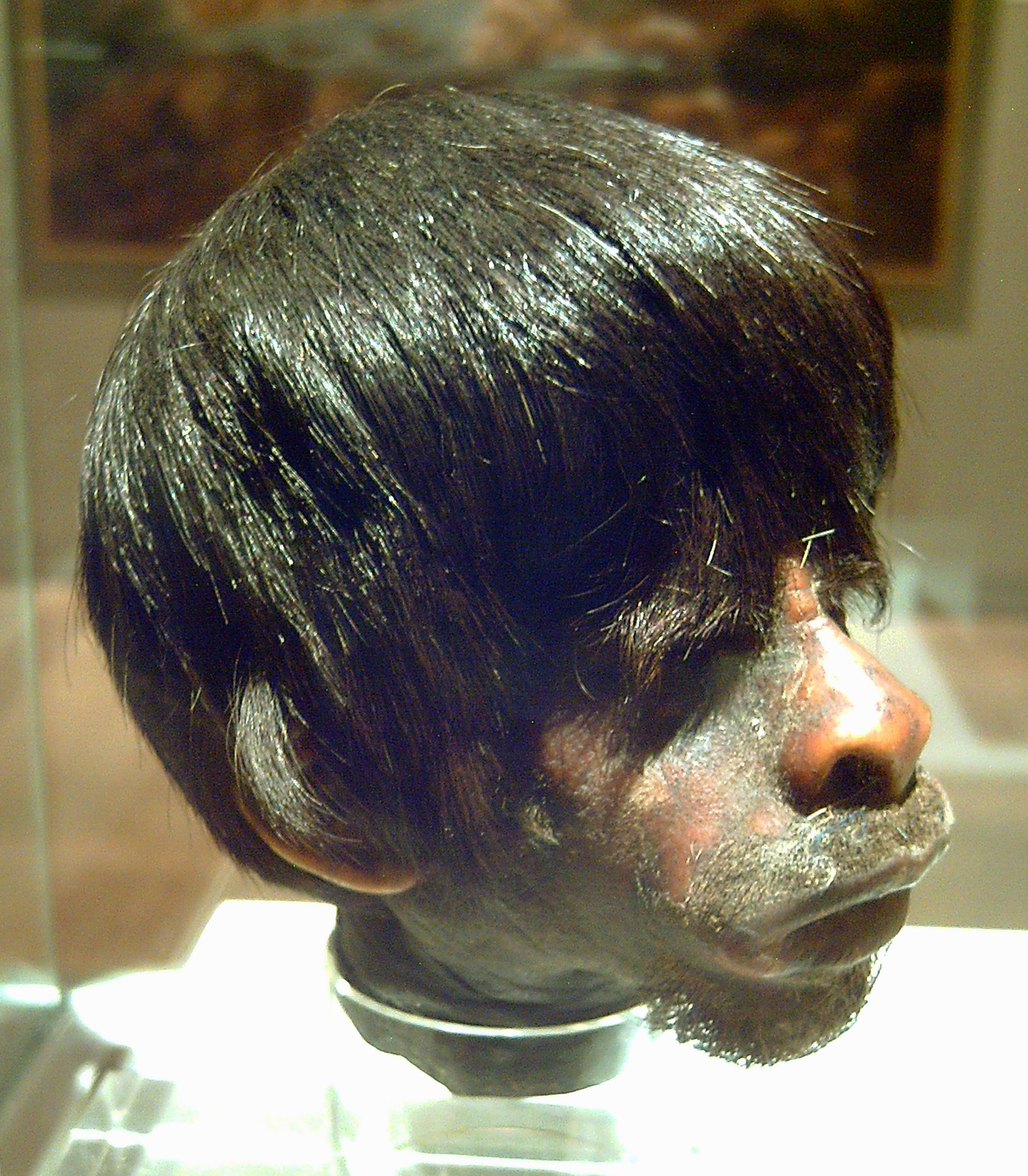
Une tête réduite des Jivaros.

L'explorateur Ridgewell, qui manie lui aussi cet instrument à la perfection, évoque le véritable explorateur britannique Percy Fawcett, probablement mort en 1925 à la recherche d'une cité perdue dans la forêt amazonienne,. Les Jivaros inspirent également le nom de la tribu rivale des Arumbayas, celle des Bibaros, réducteurs de têtes.
Pour Tintin et les Picaros, Hergé s'appuie notamment sur des photographies publiées par National Geographic de huttes indiennes au Venezuela afin de dessiner l'habitat des Arumbayas, et d'autres de femmes indiennes préparant le repas dans un grand chaudron. Dans cet album, les Arumbayas sont devenus ivrognes à cause des largages aériens de Loch Lomond par le régime tapioquiste,. La volonté d'Hergé de dénoncer l'alcoolisme ravageant certains peuples autochtones vient de son séjour décevant en 1971 au sein d'une tribu d'Oglalas, dans la réserve indienne de Pine Ridge aux États-Unis, un peuple décimé par l'alcool.

### Langue

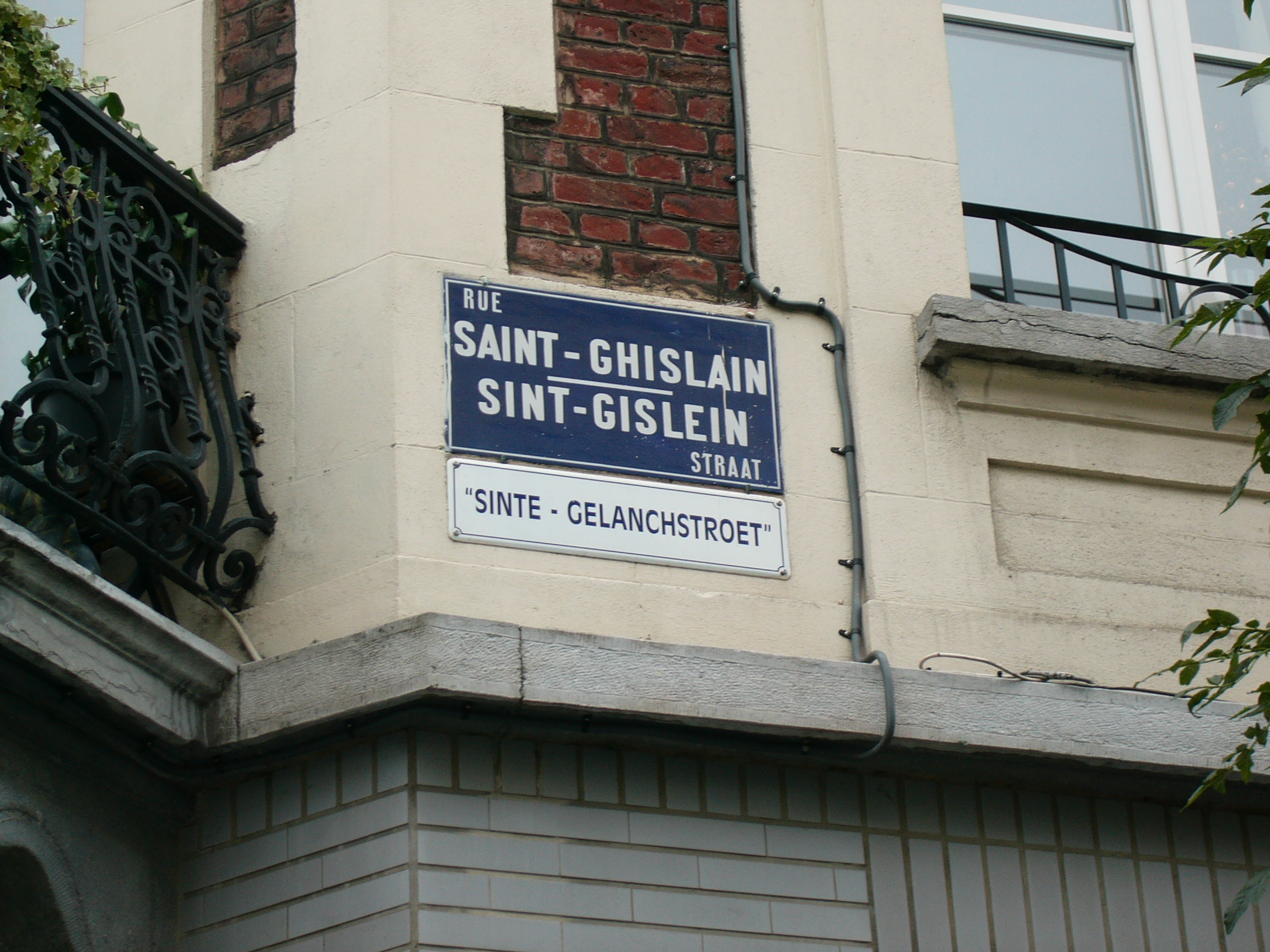
Plaque de rue en français et néerlandais (en bleu) et en bruxellois (en blanc).

Hergé crée la langue arumbaya à partir du marollien, un dialecte bruxellois qu'il connaît bien,,,. Bien que francophone, il a grandi dans un milieu linguistique non homogène et ce dialecte parlé par sa grand-mère l'a durablement marqué,. Hergé s'est ensuite aussi amusé à fonder la langue syldave sur ce dialecte pour Le Sceptre d'Ottokar,. Dans L'Oreille cassée, les Arumbayas s'expriment dans leur langue lorsqu'ils dialoguent avec Tintin, qui ne les comprend pas, mais les discussions entre membres de la tribu sont retranscrites en français par Hergé pour en faciliter la compréhension au lecteur.
Le dessinateur offre ainsi quelques jeux de mots aux locuteurs ou connaisseurs de ce dialecte. La formule de politesse « Karah bistoup ! » cache à peine le terme « carabistouille »,. L'expression « stoum érikos ! » dissimule le mot « sto(e)mmerik » qui signifie « imbécile ». Si ceci fait l'unanimité, les difficultés de traduction subsistent et au moins quatre auteurs proposent des versions parfois différentes,,. Docteur ès-sciences à l'Université libre de Bruxelles, Jean-Jacques De Gheyndt reprend ces traductions et expose sa version. Dans L'Oreille Cassée, il s'attache au mot « pikuri », cité lorsque Ridgewell présente Tintin au chef Kaloma. Tandis que Frédéric Soumois le traduit simplement par « piqûre », dans la mesure où le diamant contenu dans le fétiche est censé protéger contre les morsures de serpent, De Gheyndt propose une interprétation basée sur le dialecte bruxellois, de pikke qui signifie « voler, dérober », et oeir qui signifie « oreille ». Pour cet auteur, « pikuri » peut donc se traduire par « oreille volée », car pour les Arumbayas, « le vol du fétiche est plus important que son état physique ». Ainsi, il traduit l'expression « Tintin zouka da pikuri. Wetche douvanèt ? » par « Tintin cherche l’oreille cassée. Que sais-tu à ce sujet ? » Dans la réponse figure « Pikuri toht narobo wa Walker » que le même auteur traduit par « Ils savent que l’oreille cassée, jusqu’à maintenant volée, fut offerte à Walker ». Plus loin figure le terme « albabas » pour lequel il retient « ces diables de Blancs ».
Dans Tintin et les Picaros, Hergé continue d'élaborer la langue arumbaya sur ce modèle. Par exemple, alors que le professeur Tournesol se fait dépouiller de ses vêtements incongrus pour les Arumbayas ceux-ci s'exclament « Zedaniki !… » ce que Fontaine traduit par « Regarde-moi ça ! », ce n'est que l'intervention de Ridgewell « Wadesmadana ?… » « C'est quoi ce bazar ?… » qui selon De Gheyndt met un terme à la situation. Plus tard, Kaloma fait goûter un plat et s'enquiert « Wa païsde douvan ? » ainsi traduit par Fontaine « Qu’est-ce t’en penses ? ». De même quand il s'adresse à Tintin « Fretmô… Fretmô… » « Mangez… mangez… » Quant au stoumpô cuisiné par les Arumbayas, il tire son nom du stoemp, un plat de Bruxelles. Suit une boisson annoncée par « Opa ! Opa ! » signifiant selon Fontaine « à la tienne ! », puis s'engage un dialogue entre Kaloma « Nagoum wazenh !…  Yommo !… Nagoum ennegang !… » et Ridgewell méfiant « Mô preufh mô miki ! » compris par Fontaine comme « Maintenant on va voir quelque chose !… Maintenant on y va !… » « Mais goutte-moi ça une fois ! ». Frédéric Soumois remarque que, dans cette seconde apparition, l'arumbaya « s'est simplifié légèrement, « déparasité » des lettres fantaisistes d'autrefois, pour devenir une transcription à peine déformée du bruxellois ».
Ainsi dès les années 1930, en figurant l'arumbaya, Hergé aborde en filigrane le risque de l'extinction d'une langue orale et de la culture des locuteurs. Les Arumbayas, qui, ne s’expriment et ne comprennent que l’arumbaya, ne peuvent être traduits que par Ridgewell. Or leur chef, Kaloma — qui n'apparait pas vieux —, détient une parcelle des éléments conduisant au fétiche. Ce problème est ultérieurement formulé à la conférence générale de l'Unesco de 1960 par la fameuse phrase d'Amadou Hampâté Bâ : « En Afrique, quand un vieillard traditionaliste meurt, c’est une bibliothèque inexploitée qui brûle. »

## Analyse

### Traitement des Arumbayas

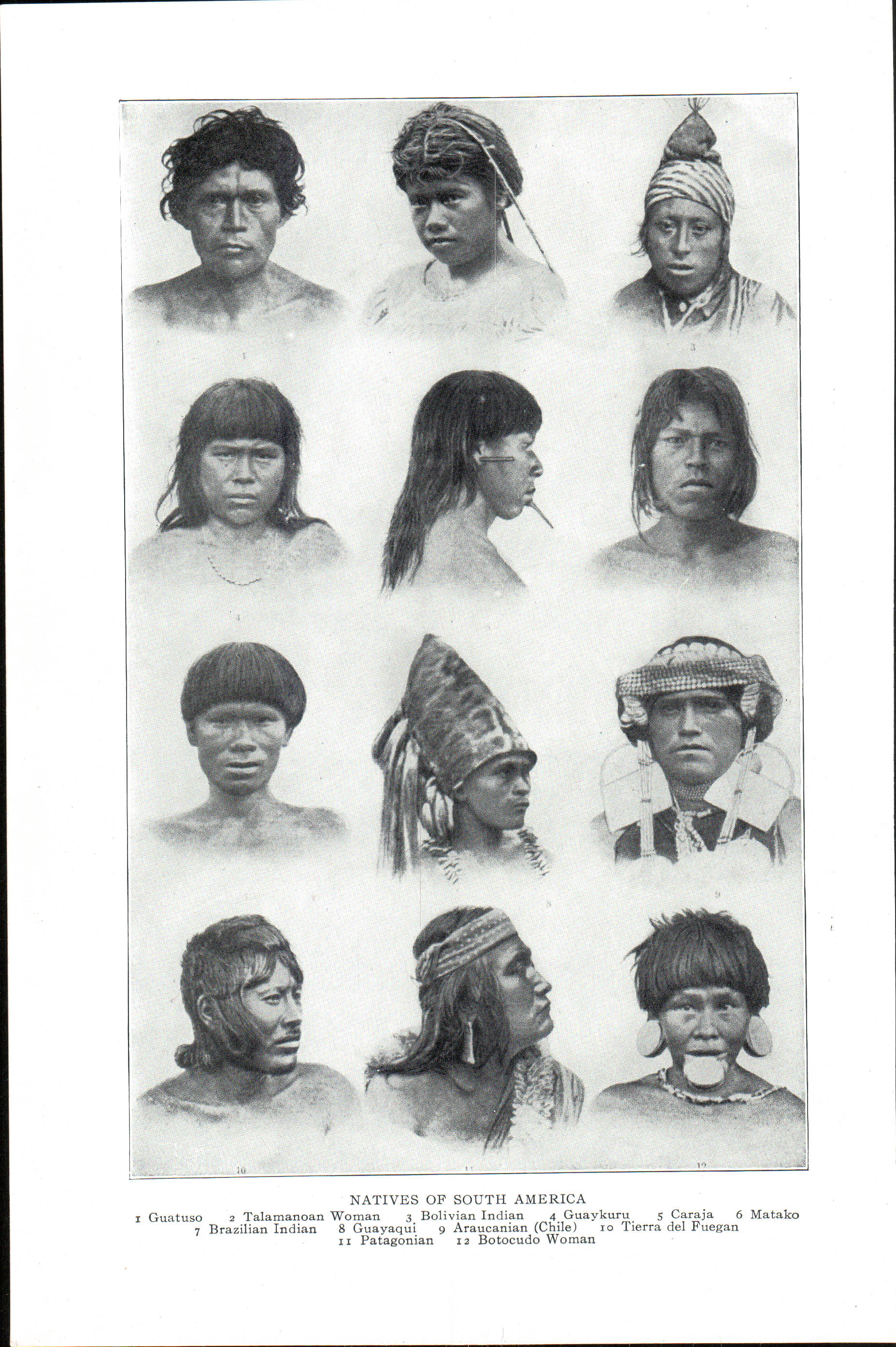
Représentations de peuples indigènes d'Amérique du Sud (1914).

Au premier abord, Hergé ne semble guère mieux traiter les Arumbayas que les Santhéodoriens dans L'Oreille cassée. Selon Marc Angenot, professeur de littérature, ils sont avant tout présentés comme des êtres « gentillets et un tant soit peu demeurés ». L'explorateur Ridgewell, paternaliste, essaye en vain de leur apprendre à jouer au golf, et peut déclencher la terreur de leurs voisins Bibaros par un simple tour de ventriloquie.
Pour autant, les Arumbayas apparaissent comme de « bons sauvages », par opposition aux militaires santhéodoriens « bellicistes et corrompus ». Tintin leur rend justice en infirmant la réputation de barbarie et de férocité que leurs prêtent les riches planteurs blancs de la région, et l'essayiste Jean-Marie Apostolidès affirme que L'Oreille cassée « met en place les fondements d'une anthropologie tintinienne ». Il considère que dans cet album, Hergé prend plus de recul face aux valeurs occidentales qui marquent le début de la série, opérant ainsi ce que Roger Caillois nomme une « révolution sociologique ». Pierre Skilling porte le même jugement et explique que le héros de la série « franchit une nouvelle étape et devient capable de porter un regard critique sur sa propre culture ». Il voit dans l'album un véritable éloge du « bon sauvage », notamment à travers le personnage de Ridgewell qui préfère partager la vie des Arumbayas, dont la société apparaît plus stable que celle moins harmonieuse incarnée par le général Alcazar et ses sujets. L'historien Philippe Marguerat dresse le même constat : il met en avant « l'approche ethnologique respectueuse » du dessinateur dans cette aventure comme dans Le Temple du Soleil, publié onze ans plus tard. Selon lui, Hergé se place du côté des « victimes de l'Histoire », et ces deux albums révèlent son souci de réalisme historique, en présentant d'une part les sociétés autochtones comme plus harmonieuses que celles des blancs dits civilisés, d'autre part en établissant une continuité idéologique entre la colonisation espagnole de l'Amérique et les spoliations économiques du XXe siècle.
Quand les Arumbayas réapparaissent dans Tintin et les Picaros, Hergé les dépeint en victimes. Dans cet album, il dénonce l'alcoolisme ravageant les peuples autochtones en montrant les Arumbayas devenus ivrognes, victimes collatérales des largages aériens de Loch Lomond par le régime tapioquiste pour déstabiliser les partisans du général Alcazar,. Lors d'un séjour en 1971 au sein d'une tribu d'Oglalas dans la réserve indienne de Pine Ridge, le dessinateur avait été choqué de découvrir un peuple, qu'il imaginait libre et fier, déshonoré et décimé par l'alcool.

### Le fétiche arumbaya, un élément structurant du récit
Spécialiste de l'œuvre d'Hergé, Benoît Peeters souligne qu'à travers le fétiche arumbaya, le dessinateur utilise un élément récurrent suffisamment porteur pour assurer l'unité du récit dans L'Oreille cassée. Dès Les Cigares du pharaon, le signe du pharaon Kih-Oskh pouvait prétendre à la même fonction mais son rôle demeurait secondaire derrière les nombreux rebondissements de l'intrigue et la quête des trafiquants de stupéfiants. Au contraire, le fétiche est présent du début à la fin du récit : son vol est annoncé dans la première planche et ce n'est qu'à la soixantième qu'il est retrouvé, tandis que les rebondissements du scénario y sont étroitement liés. Par la suite, Hergé utilise fréquemment ce principe de « fil conducteur », qu'il s'agisse de la quête d'un objet disparu dans Le Sceptre d'Ottokar ou d'une personne chère dans Le Temple du Soleil, L'Affaire Tournesol ou Tintin au Tibet. Ainsi le fétiche arumbaya peut être vu comme un MacGuffin, comme le définit le cinéaste Alfred Hitchcock, à savoir un élément poursuivi concentrant les énergies, celles des personnages aussi bien que celle du lecteur, et créant des réactions en chaîne.

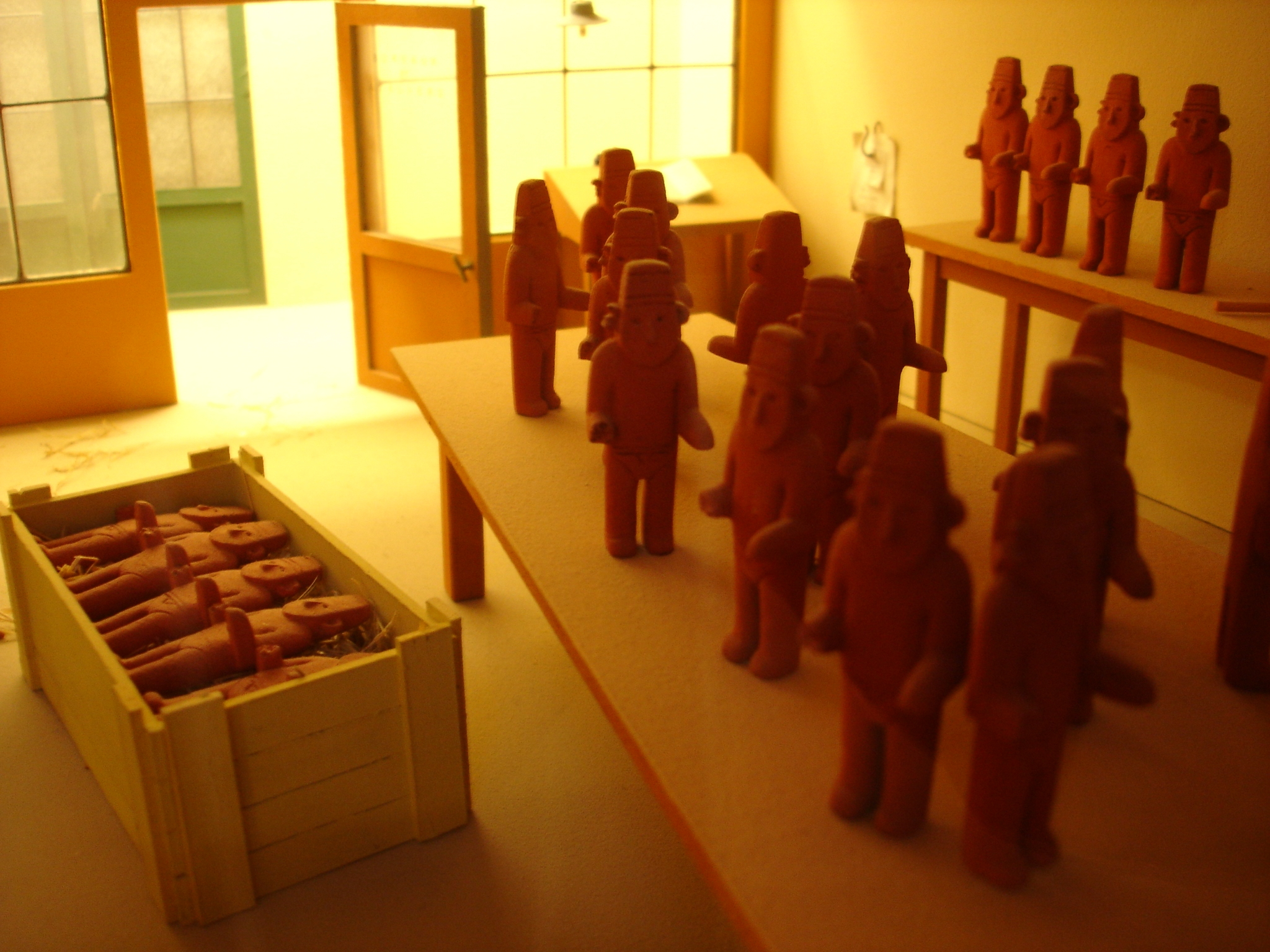
Reproduction d'un décor de l'album, où des copies du fétiche original sont fabriquées en grand nombre pour être vendues.

Par ailleurs, la question du vol du fétiche suscite de nombreuses réflexions sur le plan philosophique. Cet objet sacré, transformé en marchandise et reproduit à l'infini, est alors noyé dans un océan de copies. Pour Benoît Peeters, cette image fait écho à un essai du philosophe allemand Walter Benjamin paru en 1936, et donc contemporain du récit d'Hergé, L'Œuvre d'art à l'époque de sa reproductibilité technique, dans lequel le philosophe évoque la mutation radicale du statut de l'œuvre d'art engendrée par la reproduction mécanique. Avec le développement de la photographie et du cinéma, l'évolution des techniques permet de reproduire à grande échelle et avec la plus grande exactitude n'importe quel modèle, si bien qu'il devient difficile de déterminer la valeur de l'original. Walter Benjamin développe donc l'idée que la multiplication des exemplaires entraîne une déperdition de l'œuvre, un affaiblissement de son aura, voire sa disparition.
Le collectionneur américain Samuel Goldwood, qui fait l'acquisition du fétiche volé, semble incarner « celui qui veut changer le bois en or, c'est-à-dire tenter de restaurer nostalgiquement l'aura, en une étrange opération alchimique », dans la mesure où, en anglais, gold signifie « or » et wood signifie « bois ». En définitive, dès lors que la reproduction menace le statut de l'œuvre originale et authentique, la présence du diamant en son sein peut être interprétée comme le symbole d'un trésor qui résiste à la duplication.
La quête de cet objet relève également du fétichisme. Pour les Arumbayas d'abord, la statuette est un objet unique qui possède une valeur sacrée, presque magique. Les bandits qui veulent s'en emparer font preuve d'un fétichisme marchand et s'intéressent plutôt à la valeur d'échange de l'objet qu'à sa valeur religieuse, tandis que le collectionneur Samuel Goldwood est lui aussi un fétichiste dans la mesure où il accorde une valeur abstraite et en dehors de toute utilité au fétiche.

## Les Arumbayas dans la culture
En 2011, dans le cadre du festival Europalia qui célèbre cette année-là le Brésil, le Musée Hergé organise une exposition en partenariat avec les Musées royaux d'Art et d'Histoire de Bruxelles qui propose une découverte des Arumbayas. Des pièces originales, comme la statuette chimú ayant inspiré le fétiche, et des œuvres d'art amazonien sont présentées à côté des planches de l'album L'Oreille cassée.